# Basílica Julia

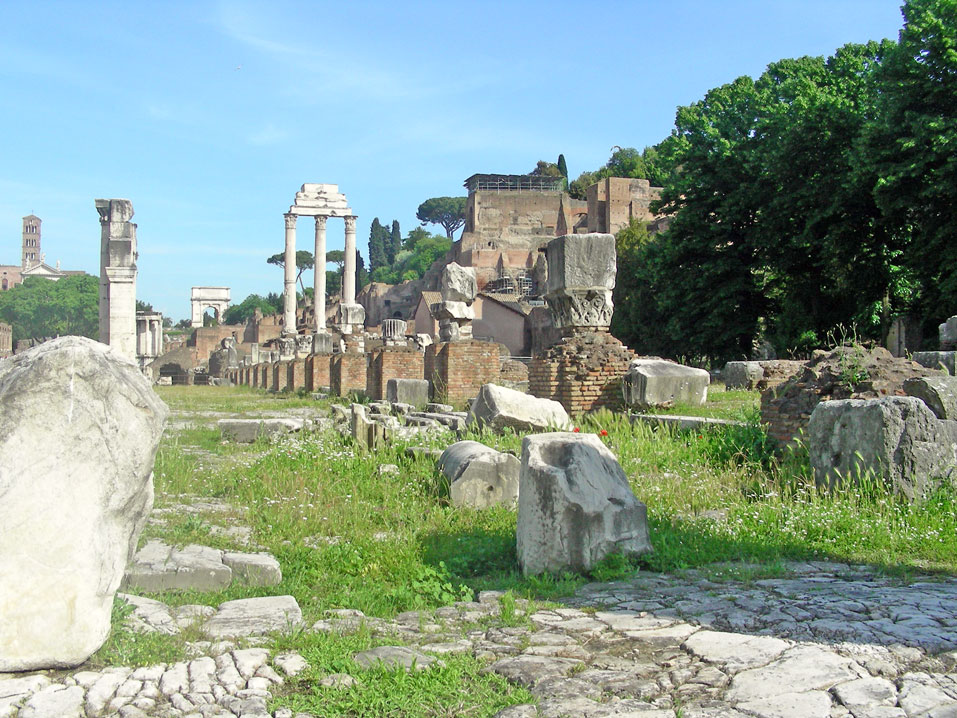
Restos de la basílica.

La Basílica Julia (en italiano, Basilica Giulia; en latín, Basilica Iulia) fue una estructura que en el pasado se alzaba en el Foro Romano. Hoy sólo quedan unas ruinas, principalmente de los cimientos. Se trata de una basílica civil construida en la segunda mitad del siglo I a. C. Este edificio público ofrecía un lugar para reuniones, procesos judiciales y otras actividades oficiales que se desarrollaban en el Foro.

## Ubicación
Cierra por el lado sur el Foro Romano, limita al oeste con el Vicus Iugarius separándola del templo de Saturno y al este con el Vicus Tuscus que la separa del templo de los Dióscuros. Reemplazó a la basílica Sempronia que databa del año 169 a. C. y que había sido destruida por un incendio. La nueva basílica conservó la misma orientación, alineada con los templos de Cástor y Pólux y el de Saturno.

## Función
Era un edificio público grande y ornamentado, usado para reuniones y otros negocios oficiales a principios del Imperio romano. Albergaba los tribunales de lo civil y tabernae (tiendas), y proporcionó espacio para oficinas gubernamentales y bancos. Se usó principalmente como tribunal de justicia. A partir del siglo I, sirvió de sede al tribunal de los Centunviros (el «tribunal de los Cien»), ciento ochenta jueces que eran el total de los cuatro tribunales juntos, y enjuiciaban asuntos de herencias. Podían celebrarse al mismo tiempo cuatro juicios diferentes, en la nave central que estaba compartimentada, las diferentes salas estaban separadas por tabiques móviles.
En sus Epístolas, Plinio el Joven describe la escena cuando defendió a una dama de rango senatorial cuyo padre de 80 años la había desheredado diez días después de haberse casado de nuevo. Una estatua de Crispo fue instalada en la basílica en recompensa por los frecuentes alegados que emitió en defensa del emperador Domiciano.
Con lugares de reunión públicos y tiendas, fue el lugar de reunión favorito del pueblo romano. En el pavimento del pórtico, hay diagramas de juegos rayados sobre el mármol blanco. Una piedra, en el piso superior del lado que da a la Curia, está marcada con una rejilla de ocho por ocho casillas en las que podrían haberse jugado juegos parecidos al ajedrez o las damas.

## Historia

### Antigüedad
Fue empezada a construir por Julio César en 54 a. C., de quien tomó el nombre sobre el espacio antes ocupado por la basílica Sempronia, erigida en 169 a. C. a lo largo del lado meridional del Foro, en el lado opuesto a la basílica Emilia. Aquella basílica Sempronia fue obra de Tiberio Sempronio Graco, padre de los tribunos de la plebe Tiberio y Cayo, quien para edificarla habría demolido la casa de Escipión el Africano y algunas tiendas de las Tabernae veteres.
Para despejar el solar, César tuvo además que desplazar la tribuna de oradores a la extremidad oeste del Foro Romano. Los trabajos constructivos se empezaron probablemente por el edil Lucio Emilio Paulo, hermano del triunviro Lépido en el año 54 a. C., en nombre de Julio César. La dedicatoria se realizó antes de que los trabajos terminaran, en el año 46 a. C. y los costes de la construcción fueron abonados con el botín de la guerra de las Galias.
La basílica Julia fue acabada por Augusto, quien dio al edificio el nombre de su padre adoptivo. Pero se incendió poco después de su inauguración, posiblemente durante el incendio de Roma del año 14 a. C. y fue reconstruida por el mismo emperador, que la amplió. La consagró de nuevo, quizá antes de que se acabaran los trabajos, dedicándosela a sus hijos adoptivos Cayo y Lucio César en el año 12: Basilica Cai et Luci·. Pero este nombre no perduró y el edificio fue conocido como Basilica Iulia. Se dice que Calígula se subió al techo de la basílica para lanzar piezas al pueblo que quedaba debajo·.

En sus despilfarros superó la extravagancia de los más pródigos. [...] Durante muchos días arrojó al pueblo desde lo alto de la basílica Julia enorme cantidad de moneda pequeña.
Suetonio, Los doce Césares, Cayo Calígula, 37, 1-2

Sufrió un nuevo incendio en época de Carino en 283 y volvió a ser restaurada con Diocleciano. Una última destrucción parcial sucedió con el saqueo del visigodo Alarico en el año 410 siendo reconstruida por el prefecto urbano Gabinio Vetio Probiano en 416, quien la decoró con estatuas

### Edad Media

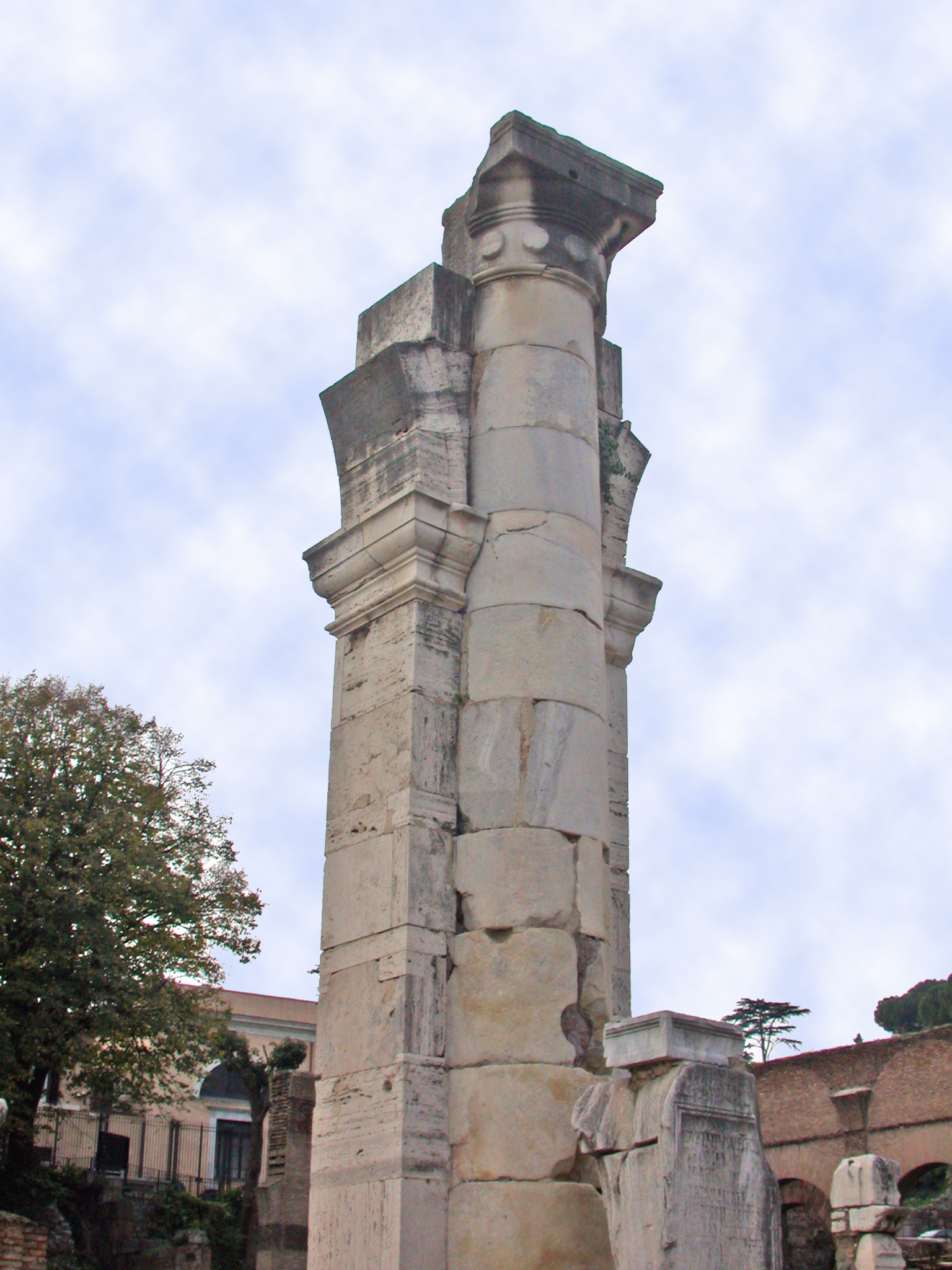
Los restos reconstruidos de una columna central con apoyo. El ensanchamiento en la parte superior es el comienzo de arcos para el nivel inferior

El lugar cayó poco a poco en la ruina a lo largo de los siglos siguientes. Durante la Antigüedad tardía, la basílica fue saqueada a causa de la cantidad y la calidad del mármol utilizado. Un horno de cal, que permitía reutilizar los mármoles recuperados, se encontró cerca de los restos de la basílica. Parte de los restos de la basílica, el ala oeste, se convirtieron en una iglesia en el siglo VII o en el VIII, quizá la iglesia de Santa María de Cannapara.

### Excavaciones
El lugar fue excavado por Pietro Rosa en 1850, quien reconstruyó una sola columna de mármol con apoyos en travertino. En 1852 se desenterraron fragmentos de bóveda de cemento con obra de estuco pero más tarde fueron destruidos en el año 1872.

### Restos
Sus ruinas se han excavado. Lo que queda de su período clásico son principalmente los cimientos, bien visibles en el Foro Romano. Puede verse aún fragmentos del pavimento de mármol. A lo largo del vicus Iugarius quedan algunos pilares y arcos de ladrillo que datan de la reconstrucción realizada en tiempos de Diocleciano.
El edificio es hoy en día sólo una zona rectangular, nivelada y alzada alrededor de un metro por encima del nivel del suelo, con bloques de piedra caídos en desorden por la zona. Una fila de peldaños de mármol recorren todo lo largo del lado de la basílica que da a la vía Sacra, y hay también acceso desde una serie de escalones más altos (estando el suelo aquí a un nivel inferior) al extremo de la basílica que queda frente al templo de Cástor y Pólux.

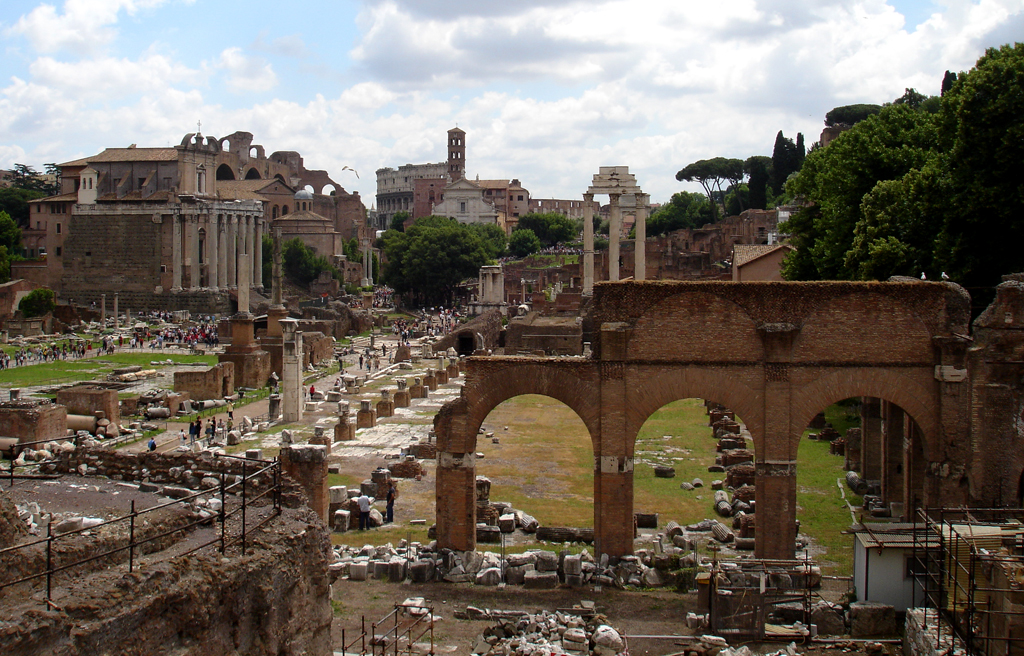
Restos de las arcadas en ladrillo que datan del reinado de Diocleciano.
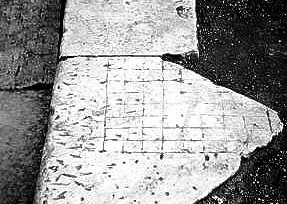
Damero de juego grabado en el mármol, bajo las arcadas, por peatones.

## Descripción
La basílica estaba enteramente revestida de mármol blanco. Ocupaba un espacio de 101 metros de largo por 49 metros de ancho. Las arcadas exteriores contaban con 18 pilares en los lados más largos y 8 en los más cortos. Se accedía a los pórticos laterales desde la explanada del Foro por un tramo de escaleras. La vía Sacra, que bordea el largo lado septentrional de la basílica, lo hace de forma regular a todo lo largo del edificio, si bien hacen falta siete escalones para salvar la diferencia de nivel con el vicus Tuscus, frente a sólo un peldaño a nivel del vicus Iugarius.
En la planta baja, la gran nave central de la basílica, que medía 82x16 metros, estaba rodeada por tres hileras de columnas que formaban dos pórticos concéntricos de 7,5 metros de ancho. A lo largo del lado sur se alineaba con una hilera de tiendas (tabernae) como en la basílica Emilia, que se abre a la calle en el vicus Tuscus y vicus Iugarius. Algunas de estas tiendas incluyen una escalera que permitía acceder al piso superior. Del lado del Foro Romano, la doble fila de arcos abiertos protegía a los peatones del sol y de la intemperie. Las escaleras presentes a cada lado permitían acceder a la segunda y última planta. Las columnas en este nivel son dóricas. El suelo de la nave central está pavimentado con mármoles de color, mientras que las alas laterales están pavimentadas con losas de mármol blanco.
En torno a la nave central había cuatro naves menores abovedadas en dos pisos y con arcos enmarcados por semicolumnas. La nave central se dividía en cuatro partes por cortinajes o estructuras de madera que cuando se requería se retiraban para dejar el espacio vacío.
Los pórticos de la planta baja tienen encima las galerías que conforman el segundo piso, de orden jónico. Sólo las alas laterales tienen un segundo piso, en el centro, la gran nave central llega hasta lo alto del edificio. Se cubre con un techo de madera y la iluminaban ventanas estrechas en la azotea.
En la escalinata del pórtico se encuentran juegos grabados en el mármol blanco como una especie de damas chinas o un círculo dividido en segmentos.